# 城東村 (愛知県)
城東村（じょうとうむら）は、愛知県丹羽郡にかつてあった村。
現在の犬山市の東部に該当し、愛知県最北の村であった。北と東は岐阜県と接する。
村名の城東は、犬山城の東を意味する。

## 歴史
- 江戸時代は尾張藩領と犬山藩領、寺社領（寂光院領）であった。
- 1906年（明治39年）10月1日 - 今井村、善師野村、岩田村が合併し発足。
- 1954年（昭和29年）4月1日 - 犬山町、羽黒村、楽田村、池野村と合併し市制施行。犬山市となる。

## 学校
- 城東村立城東中学校（現・犬山市立城東中学校）
- 城東村立城東小学校（現・犬山市立城東小学校）
- 城東村立今井小学校（現・犬山市立今井小学校）
- 城東村立栗栖小学校（現・犬山市立栗栖小学校）

## 交通
- 名古屋鉄道広見線
  - 富岡前駅
  - 善師野駅
  - 愛岐駅（1969年3月16日、愛岐駅、帷子駅、春里駅を統合し西可児駅となる）

## 観光
- 寂光院
- 大泉寺
- 桃太郎神社
- 虫鹿神社
- 栗栖神社
- 入鹿池
- 善師野宿　（上街道の宿場）
  - 常夜燈
  - 番屋跡

## その他
- リトルワールドは愛知県犬山市と岐阜県可児市にまたがるが、犬山市側は旧・城東村となる。